# Marechal Deodoro (métro de São Paulo)
Marechal Deodoro (en portugais : Estação Marechal Deodoro) est une station de la ligne 3 - Rouge du métro de São Paulo. Elle est accessible par la Praça Marechal Deodoro, dans le quartier Santa Cecília à São Paulo au Brésil.

## Situation sur le réseau

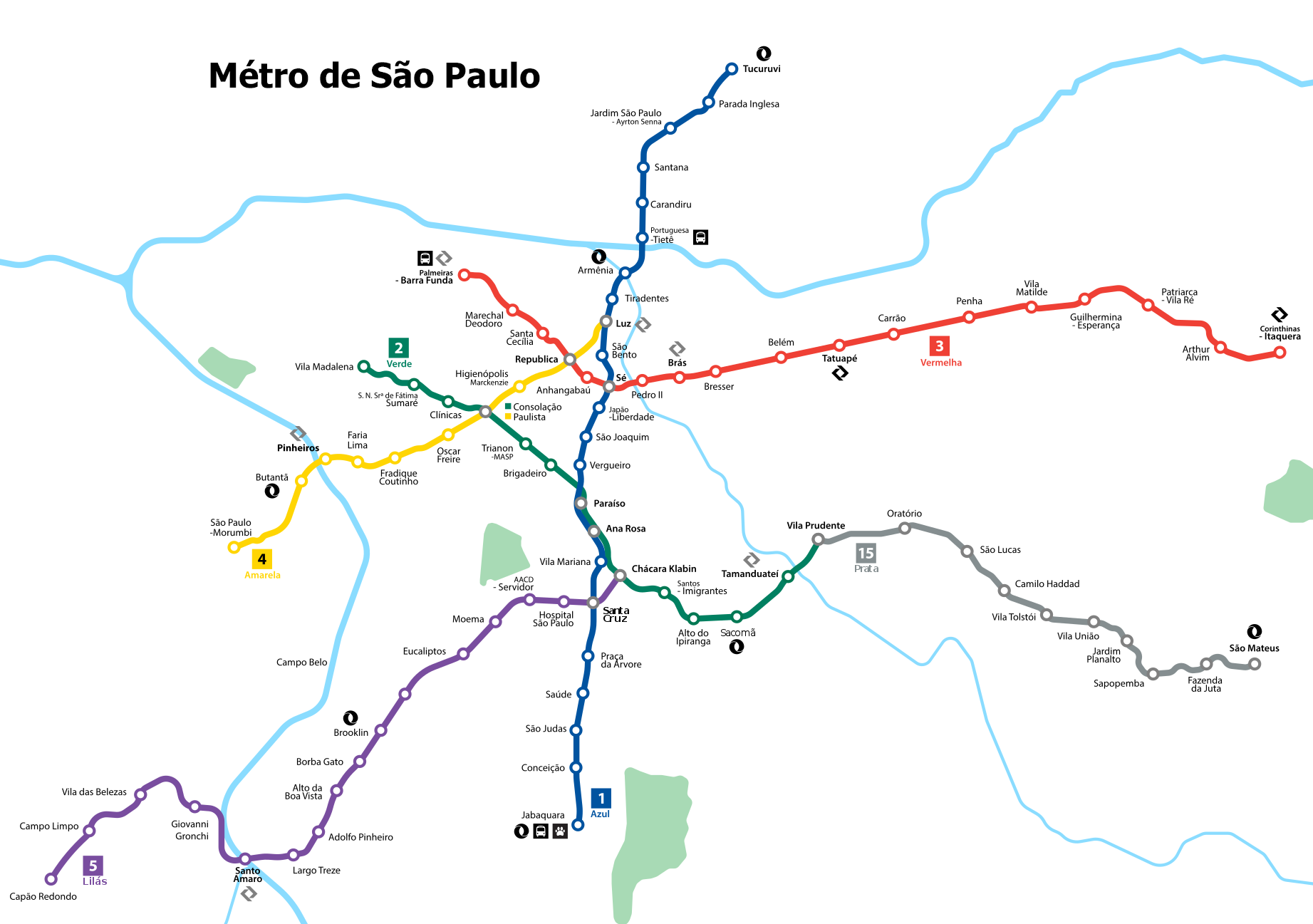
Plan du Métro de São Paulo 2020.

Établie en souterrain, la station Marechal Deodoro est située sur la ligne 3 du métro de São Paulo (rouge), entre les stations : Palmeiras-Barra Funda (terminus) et Santa Cecília, en direction du terminus Corinthians-Itaquera.

## Histoire
La station Marechal Deodoro est mise en service le 17 décembre 1988.

## Services aux voyageurs

### Accès et accueil
Son accès principal est situé sur la Praça Marechal Deodoro. Elle est accessible aux personnes à la mobilité réduite.

### Desserte
| Ligne                         | Terminus                                         | Stations | Intervalle entre les trains (min) | Opération                                                                 |
| ----------------------------- | ------------------------------------------------ | -------- | --------------------------------- | ------------------------------------------------------------------------- |
| Ligne 3 du métro de São Paulo | Palmeiras - Barra Funda ↔ Corinthians - Itaquera | 18       | 2                                 | Tous les jours, de 4h40 à 0h. Le samedi, jusqu'à 1h du matin le dimanche. |

## À proximité
- Praça Marechal Deodoro
- Voie élevée Presidente João Goulart